# Shukria Barakzai
Shukria Barakzai és una política afganesa paixtu, periodista i feminista islàmica. Fou ambaixadora de l'Afganistan a Noruega. Rebé el Premi Editor Internacional de l'Any.

## Biografia
Nasqué al 1970 a Kabul, Afganistan. Pertany a la tribu Barakzai, comuna entre els paixtu, un dels principals grups ètnics de l'estat, compartit pels seus governants des de la dècada del 1830 fins a l'enderrocament del darrer rei, Mohammed Zahir Shah. Ella parla tant l'idioma oficial d'Afganistan, el paixtu, com el persa, i l'anglés. El seu avi matern fou senador en el regnat del rei Mohammed Zahir Shah.
Barakzai anà a Universitat de Kabul en la dècada del 1990. A meitat d'un grau, hagué d'interrompre els estudis a causa de la creixent violència entre el govern i els mujahidins. Al setembre del 1996, els talibans ocuparen Kabul. Llavors, molts ciutadans, sobretot les classes mitjanes, s'havien anat a l'exili.

## Periodisme de campanya
Després de la caiguda del règim talibà, Barakzai el 2002 fundà Aina-E-Zan (Mirall de dones), un setmanari nacional. Fa campanyes sobre mortalitat materna i mortalitat infantil, àrees en què Afganistan té grans dificultats. (L'Organització Mundial de la Salut (OMS) va calcular que Afganistan el 2003 tenia la major proporció de dones que morien en el part en el món.) Barakzai afirma que el "matrimoni infantil, el matrimoni forçat i la violència masclista continuen sent pràctiques comunes i acceptades". Afirma: "al meu entendre, el burca no és tan important. L'important és l'educació, la democràcia i la llibertat". Incideix en la unitat entre les dones, així com en el paper que els homes hi han de jugar.
Barakzai atribueix a la tecnologia, com els telèfons mòbils (prohibits sota el règim talibà), l'ajut perquè el jovent afganés s'integre en el món actual. Per exemple, usar missatges de text perquè vote un participant en un concurs de programa de televisió demostra com pot funcionar la votació democràtica. També assenyala la manca de llibertat de premsa i els riscos per als periodistes. (Reporters sense Fronteres classifica Afganistan en el número 156 de 173 estats en la llista de falta de llibertat de premsa, i diu que la situació és especialment difícil per a les dones i les persones que treballen a les províncies.)

## Activitat política

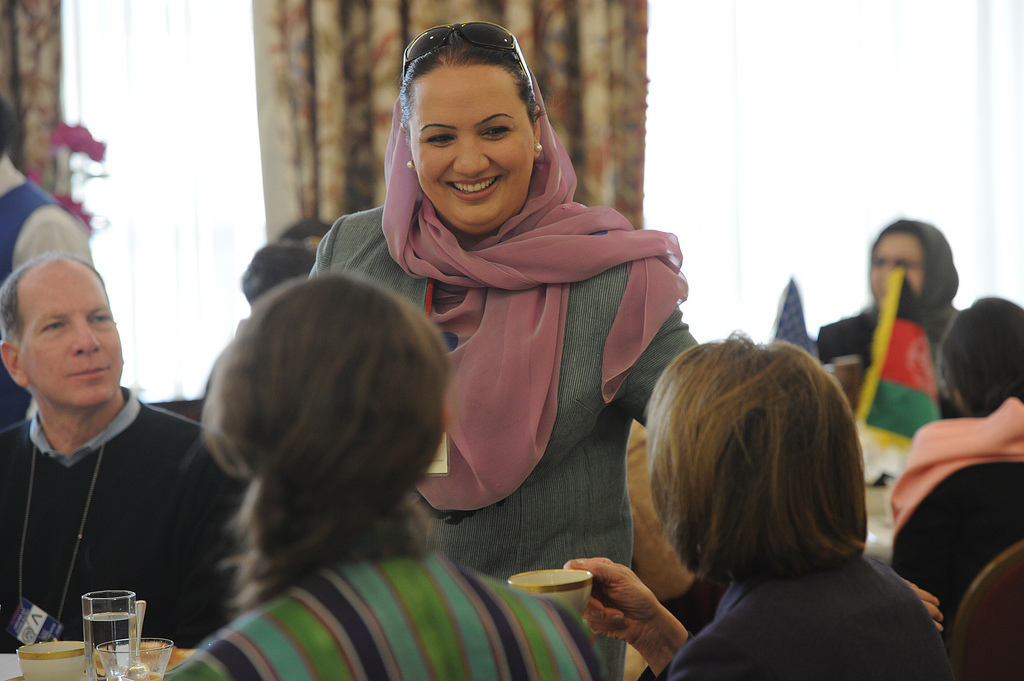
Shukria Barakzai en un desdejuni amb membres del Congrés dels Estats Units i parlamentaris afganesos a l'Ambaixada dels Estats Units a Kabul

Barakzai fou nomenada membre de Loya jirga de 2003, un cos de representants de tot Afganistan per a discutir i aprovar la nova constitució després de la caiguda dels talibans. En les eleccions d'octubre del 2004 la trien per a la Casa del Poble o Wolesi Jirga, la cambra baixa de l'Assemblea Nacional d'Afganistan. És una de les 71 dones d'un total de 249 diputats.
És una de les poques dones parlamentàries que defensa els drets de les dones, i l'han amenaçada de mort pels seus punts de vista. Les seues crítiques són clares: "El nostre parlament és una col·lecció de senyors, senyors de la guerra, narcotraficants, senyors del crim". Ella defensà Malalai Joia, i altres parlamentàries que han estat condemnades pel seu lideratge, perquè s'hagué d'enfrontar a abusos i a amenaces de violència en el parlament: "Crec que fou l'única que denuncià que alguns parlamentaris l'amenaçaren a violar-la". […] Després d'això, es van quedar callats". Al novembre del 2014 la feriren en un atac suïcida a un comboi amb què viatjava a Kabul. L'atac matà tres persones i en va ferir 17.

## Opinió
Mentre expressa la seua gratitud "pel suport de la comunitat internacional" en la creació de condicions per al 2004 amb què podrien florir centenars de publicacions i dotzenes d'estacions de ràdio, Barakzai condemna "el suport de grups armats, una part clau de la política nord-americana". Tot i que la major part de la seua vida l'ha passada a Kabul, reconeix que la capital no representa realment el país, i es nega a culpar els talibans de totes les dificultats que enfronten els afganesos: "Quan parlem d'Afganistan, hauríem de debatre sobre les condicions del país sencer. En moltes províncies i pobles, que es troben en molt males condicions, no hi ha diferència entre el període anterior al règim talibà, el temps dels talibans i ara". Barakzai s'oposà a Barack Obama pel seu pla d'augment de tropes, i li demanà a canvi "30.000 acadèmics o enginyers" i no tants soldats.
Tenia la intenció de competir per la presidència de l'Afganistan al 2014, però finalment no ho va fer.

## Matrimoni i família
Barakzai està casada amb Abdul Ghaffar Dawi, membre del parlament al mateix temps que ella. Tenen tres filles. El 2004, 12 anys després de casar-se, prengué una segona esposa sota la llei de matrimoni musulmà. El seu espòs és propietari del grup de companyies Dawi i ha estat involucrat en el gran escàndol del Banc Kabul.

## Reconeixements
World Press Review (Worldpress.org) nomenà a Barakzai Editora Internacional de l'Any 2004. Al desembre del 2005, fou nomenada Dona de l'Any pel programa BBC Ràdio 4 L'hora de la dona.